# 夢を誓った木の下で
「夢を誓った木の下で」（ゆめをちかったきのしたで）は、原由子と風味堂で結成されたハラフウミの楽曲。コラボレーションシングルとして、タイシタレーベル / SPEEDSTAR RECORDSから12cmCDで2007年11月7日に発売された。
2016年12月12日からは主要配信サイトにてダウンロード配信、2019年12月20日からはストリーミング配信が開始されている。

## 背景
原由子にとってはおよそ10年ぶりとなるソロシングル発売となる。風味堂からのリクエストによって実現されたユニットである。

## 収録曲
- 収録時間：14:58[5]

1. 夢を誓った木の下で (5:52)
（作詞・作曲:渡和久、原由子　編曲:亀田誠治）
フジテレビ系ドラマ『スワンの馬鹿! 〜こづかい3万円の恋〜』主題歌。
2. オレンジジュース (5:06)
（作詞・作曲:渡和久、原由子　編曲:斎藤誠）
ハラフウミとして製作された楽曲。
3. 大好き!ハッピーエンド (4:00)
（作詞・作曲:原由子　編曲:斎藤誠）
映画『リトル・レッド レシピ泥棒は誰だ!?』日本語版主題歌。
本作では唯一の原ソロ楽曲。

## 参加ミュージシャン
ハラフウミ
- 原由子:Vocal, Chorus, Wurlitzer, Keyboards
- 渡和久（風味堂）:Vocal, Chorus, Acoustic Piano
- 中富雄也（風味堂）:Drums, Percussion, Chorus
- 鳥口マサヤ（風味堂）:Electric Bass, Chorus

- 夢を誓った木の下で
  - 小倉博和:Electric Guitar
  - 西村浩二:Trumpet
  - 竹野昌邦:Alto Sax
  - 山本拓夫:Tenor Sax
  - 金原千恵子ストリングス:Strings
  - 飯田高広:Computer Programming
- オレンジジュース
  - 斎藤誠:Erectric & Acoustic Guitar
  - 成田昭彦:Percussion
  - 角谷仁宣:Computer Programming
- 大好き!ハッピーエンド
  - 原由子:Vocal, Chorus, Keyboards
  - 斎藤誠:Erectric & Acoustic Guitar, Programming
  - 河村智康:Drums, Tambourine
  - 片山敦夫:Keyboards
  - 桑田佳祐:Chorus
  - 猫スタオールスターズ:HEY!!
  - 角谷仁宣:Computer Programming

## 収録アルバム
| 曲名                  | 作品名                                          | 備考                                                   |
| --------------------- | ----------------------------------------------- | ------------------------------------------------------ |
| 夢を誓った木の下で    | ハラッド                                        | 原由子のベスト・アルバム。                             |
| 夢を誓った木の下で    | エレベスト                                      | 風味堂のベスト・アルバム。                             |
| 大好き!ハッピーエンド | 桑田さんのお仕事 07/08 〜魅惑のAVマリアージュ〜 | 桑田佳祐のライブ・ビデオで、付属のCDに収録されている。 |